# 헐리웃 스토리
《헐리웃 스토리》(Postcards From The Edge)는 미국에서 제작된 마이크 니콜스 감독의 1990년 코미디, 드라마 영화이다. 1987년 소설 Postcards from the Edge에 기반을 둔다. 메릴 스트립 등이 주연으로 출연하였고 존 칼리 등이 제작에 참여하였다.

## 출연

### 주연
- 메릴 스트립
- 셜리 맥클레인
- 데니스 퀘이드
- 진 핵크만

### 조연
- 리처드 드라이퍼스
- 로브 라이너
- 메리 윅스
- 콘래드 베인
- 아네트 베닝
- 사이먼 캘로우
- CCH 파운더
- 시드니 아머스
- 로빈 바틀렛
- 바바라 가릭
- 안소니 힐드
- 다나 아이비
- 올리버 플랫
- 마이클 온키언
- 페페 세르나
- 피터 오노라티
- 더글러스 로버츠
- 게리 존스

## 기타
- 원작자: 캐리 피셔
- 주제가: 스티븐 손드하임
- 미술: 패트리지아 본 브랜던스타인
- 의상: 앤 로스